# Pedro Dias
Pedro Daniel Castelo Branco Miranda Dias (Lisboa, 7 de mayo de 1982) es un deportista portugués que compitió en judo. Ganó una medalla de bronce en el Campeonato Europeo de Judo de 2008, en la categoría de –66 kg.

## Palmarés internacional
| Campeonato Europeo | Campeonato Europeo | Campeonato Europeo | Campeonato Europeo |
| Año                | Lugar              | Medalla            | Categoría          |
| ------------------ | ------------------ | ------------------ | ------------------ |
| 2008               | Lisboa (Portugal)  | Medalla de bronce  | –66 kg             |